# السرعفي (السدة)

تعديل مصدري - تعديل

السرعفي محلة تابعة لقرية بيت فائق، التابعة لعزلة جبل عصام بمديرية السدة إحدى مديريات محافظة إب في الجمهورية اليمنية.، بلغ تعداد سكانها 53 حسب تعداد اليمن لعام 2004.